# 本覚寺 (広島市)
本覚寺（ほんがくじ）は、広島県広島市中区十日市町にある日蓮宗の寺院。山号は広布山。旧本山は京都本法寺。

## 歴史
現在の安芸高田市から自性院日朝〈慶長6年（1601年）遷化、身延山久遠寺11世の日朝とは別人〉が現在地に移転した。慶応2年（1866年）現存する被爆鳥居が建立された。昭和20年（1945年）8月6日、広島原爆で被災し全壊・全焼した。現在の本堂は平成8年（1996年）、会館は平成16年（2004年）に完成した。（爆心地からはおよそ550メートル

## 境内
被曝遺構として、鳥居・狛犬・灯篭他の石造物が残る。

## その他
平成14年1月より、仏教を学びたい人を対象とした【広島仏教塾】を開催している。（毎月1回）
平成17年4月より、幼少年向けの【広島寺子屋こども会】を開催（平成28年3月終了）
平成27年7月より、小学生対象の【夏休みお寺宿泊体験】を開催している。（毎年1回）
平成29年6月より、婚活支援活動として【広島婚活塾】を開催している。
平成30年6月より、【十日市こども食堂おてらごはん】を開催し、地域の子供に食事の提供を行う。（毎月1回）

## 歴代
開基　久遠成院日親上人
開山　自性院日朝上人
第32世　本立院日運上人　渡部正康
第33世　渡部康國
第34世　渡部公友

## 旧末寺
日蓮宗は昭和16年に本末を解体したため、現在では、旧本山、旧末寺と呼びならわしている。
- 広栄山本覚院（廿日市市林が原）
- 広昌山法華寺（大竹市玖波）

## 関連資料
- 『月刊住職』平成29年（2017年）7月号
- 毎日新聞 地方版 平成29年（2017年）4月11日付
- 日蓮宗新聞 平成28年（2016年）4月8日、12月3日付
- 朝日新聞 地方版 平成28年（2016年）10月9日付
- 中国新聞 平成28年（2016年）7月18日付
- 文化時報 平成27年（2015年）2月26日付
- 中外日報 社説 平成25年（2013年）11月7日付
- 『石仏石神等民間信仰調査報告』広島市教育委員会（2008年）